# Copa del Generalísimo de baloncesto 1952
La Copa del Generalísimo de baloncesto o el Campeonato de España 1952 fue la número 16.º, donde su final se disputó en el Plaza de toros de Alicante de Alicante el 25 de mayo de 1952.

## Copa Federación Española de Baloncesto
Se jugó una fase preliminar en la que 18 campeones provinciales disputaron cuatro liguillas clasificatorias. Los cuatro equipos ganadores de cada una de las liguillas se concentraron en Madrid para disputar esta Copa. Todos los partidos se disputan en el Frontón Fiesta Alegre. Los dos primeros acceden a la Fase de Promoción y Ascenso de la FEB. Los partidos se disputaron del 2 de abril al 4 de abril.
| Pos. | Equipo             | PJ | G | P | PF  | PC | DP  | Pts | Clasificación        |   | PEÑ   | AME   | CAN   | JUV   |
| ---- | ------------------ | -- | - | - | --- | -- | --- | --- | -------------------- | - | ----- | ----- | ----- | ----- |
| 1    | Peña Valencianista | 3  | 3 | 0 | 106 | 58 | +48 | 6   | Acceso a la Copa FEB |   | —     | 38–19 | 30–17 | 38–22 |
| 2    | América CB         | 3  | 1 | 2 | 78  | 96 | −18 | 4   | Acceso a la Copa FEB |   | –     | —     | 29–26 | –     |
| 3    | Canarias CB        | 3  | 1 | 2 | 62  | 67 | −5  | 4   |                      |   | –     | –     | —     | 19–8  |
| 4    | Juventus de Bilbao | 3  | 1 | 2 | 62  | 87 | −25 | 4   |                      | – | 32–30 | –     | —     |       |

 Fuente: Linguasport

## Fase de Promoción y Ascenso o Copa FEB
Todos los partidos se disputan en el Frontón “Fiesta Alegre” de Madrid. Los dos primeros acceden a la Fase Previa. Los partidos se disputaron del 5 de abril al 7 de abril.
| Pos. | Equipo             | PJ | G | P | PF  | PC  | DP  | Pts | Clasificación           |   | PEÑ | BAZ   | CEU   | AME   |
| ---- | ------------------ | -- | - | - | --- | --- | --- | --- | ----------------------- | - | --- | ----- | ----- | ----- |
| 1    | Peña Valencianista | 3  | 3 | 0 | 93  | 82  | +11 | 6   | Acceso a la Fase previa |   | —   | 23–21 | 41–34 | 29–27 |
| 2    | EN Bazán Ferrol    | 3  | 2 | 1 | 152 | 75  | +77 | 5   | Acceso a la Fase previa |   | –   | —     | 71–26 | 60–26 |
| 3    | UA Ceutí           | 3  | 1 | 2 | 80  | 130 | −50 | 4   |                         |   | –   | –     | —     | 20–18 |
| 4    | América CB         | 3  | 0 | 3 | 71  | 109 | −38 | 3   |                         | – | –   | –     | —     |       |

 Fuente: Linguasport

## Fase previa
Los dos mejores de cada grupo avanzan a los cuartos de final. Los partidos se disputaron del 18 de abril al 20 de abril.

### Grupo I (Zaragoza)
| Pos. | Equipo             | PJ | G | P | PF  | PC  | DP  | Pts | Clasificación                 |   | BAR | CMP   | PEÑ   | EXC   |
| ---- | ------------------ | -- | - | - | --- | --- | --- | --- | ----------------------------- | - | --- | ----- | ----- | ----- |
| 1    | CF Barcelona       | 3  | 3 | 0 | 181 | 96  | +85 | 6   | Acceso a los Cuartos de final |   | —   | 61–35 | 60–32 | 60–29 |
| 2    | CM Pedro Cerbuna   | 3  | 2 | 1 | 122 | 126 | −4  | 5   | Acceso a los Cuartos de final |   | –   | —     | 44–28 | 43–37 |
| 3    | Peña Valencianista | 3  | 1 | 2 | 99  | 136 | −37 | 4   |                               |   | –   | –     | —     | 39–32 |
| 4    | Excélsior          | 3  | 0 | 3 | 98  | 142 | −44 | 3   |                               | – | –   | –     | —     |       |

 Fuente: Linguasport

### Grupo II (Gijón)
| Pos. | Equipo        | PJ | G | P | PF  | PC  | DP  | Pts | Clasificación                 |       | COV | AGU   | BAZ   | LIC   |
| ---- | ------------- | -- | - | - | --- | --- | --- | --- | ----------------------------- | ----- | --- | ----- | ----- | ----- |
| 1    | GC Covadonga  | 3  | 2 | 1 | 144 | 123 | +21 | 5   | Acceso a los Cuartos de final |       | —   | 54–32 | 43–34 | –     |
| 2    | Águilas SEU   | 3  | 2 | 1 | 86  | 92  | −6  | 5   | Acceso a los Cuartos de final |       | –   | —     | 54–38 | ND    |
| 3    | EN Bazán      | 3  | 1 | 2 | 119 | 141 | −22 | 4   |                               |       | –   | –     | —     | 47–44 |
| 4    | Liceo Francés | 3  | 1 | 2 | 101 | 94  | +7  | 4   |                               | 57–47 | –   | –     | —     |       |

 Fuente: Linguasport
Notas:
1. 1 2  Se desconoce la puntuación en el partido entre Águilas SEU y Liceo Francés, pero se sabe que ganó el primero.

## Cuartos de final
Los partidos de ida se jugaron el 27 de abril y los de vuelta el 4 de mayo.
| Equipo 1         | Agr.   | Equipo 2                  | Ida   | Vuelta |
| ---------------- | ------ | ------------------------- | ----- | ------ |
| CP San José      | 71–74  | CF Barcelona              | 32–33 | 39–41  |
| CM Pedro Cerbuna | 76–122 | Club Juventud de Badalona | 46–50 | 30–72  |
| Águilas SEU      | 69–84  | Canoe NC                  | 30–29 | 39–55  |
| GC Covadonga     | 59–75  | Real Madrid CF            | 36–46 | 23–29  |

## Semifinales
Los partidos de ida se jugaron el 11 de mayo y los de vuelta el 18 de mayo.
| Equipo 1                  | Agr.  | Equipo 2       | Ida   | Vuelta |
| ------------------------- | ----- | -------------- | ----- | ------ |
| Canoe NC                  | 61–96 | Real Madrid CF | 23–35 | 38–61  |
| Club Juventud de Badalona | 97–72 | CF Barcelona   | 55–32 | 42–40  |

## Final
| 25 de mayo de 1952, 20:30 | Real Madrid CF                                      | 43–31                                               | Club Juventud de Badalona                           | |  |
| 20:30 GTM+1               | Marcador por tiempos: 16–20, 17–13 (T.E.: 4–4, 6–4) | Marcador por tiempos: 16–20, 17–13 (T.E.: 4–4, 6–4) | Marcador por tiempos: 16–20, 17–13 (T.E.: 4–4, 6–4) | |  |
|                           | Estadísticas Guillermo Galíndez 17                  | Pts                                                 | Estadísticas Jaume Bassó, 14                        | Pabellón: Plaza de toros de Alicante, Alicante Asistencia: 10.000 espectadores Árbitros: Navarro Olcina Luciano Sánchez |  |

| Campeón de la Copa del Generalísimo 1952 |
| ---------------------------------------- |
| Real Madrid CF 2.º título                |